# Goetzea elegans
Goetzea elegans (tiếng Anh thường gọi là Beautiful Goetzea, Mata Buey, hoặc Matabuey) là một loài thực vật thuộc họ Goetzeaceae. Đây là loài đặc hữu của Puerto Rico. Chúng hiện đang bị đe dọa vì mất môi trường sống.

## Hình ảnh

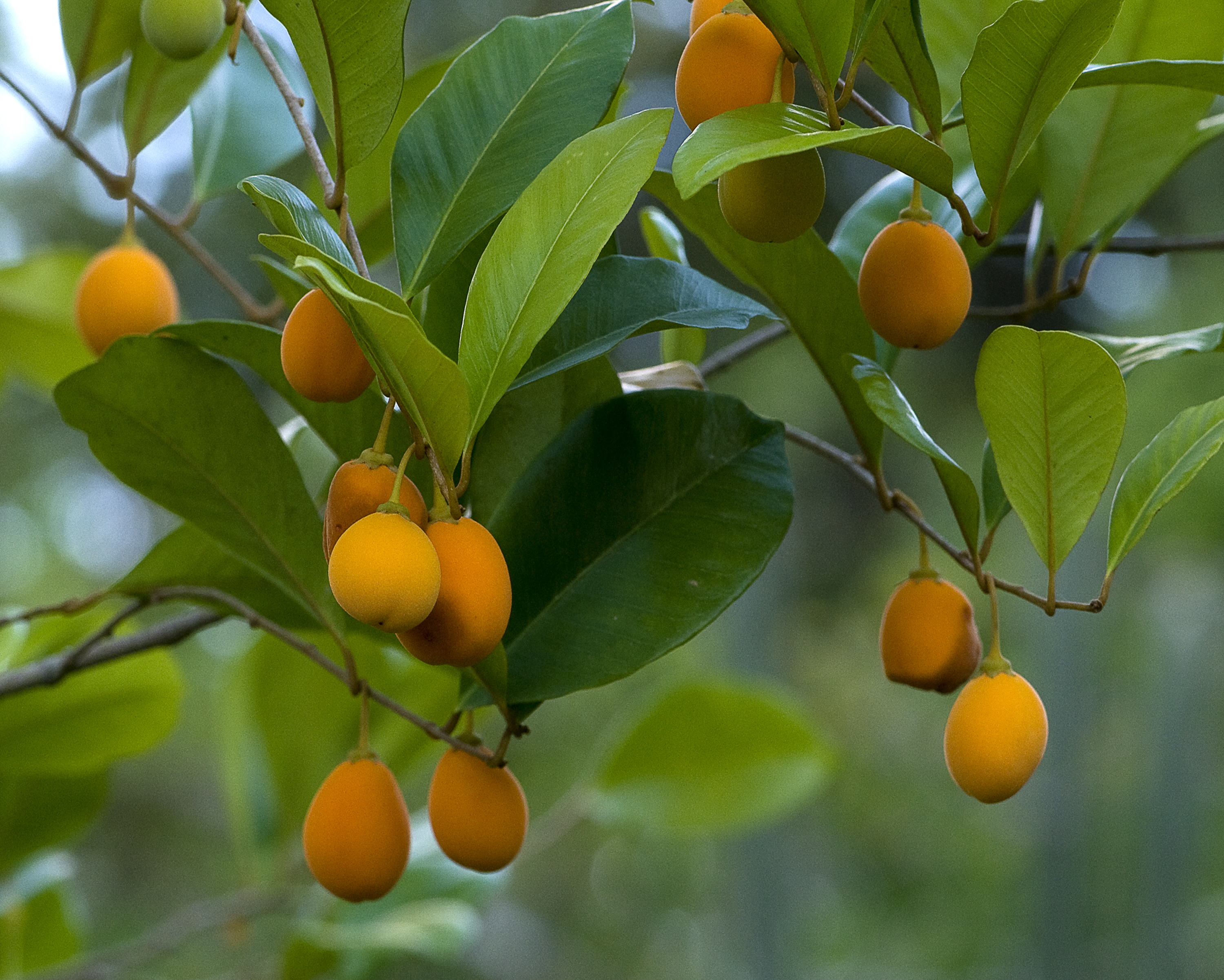
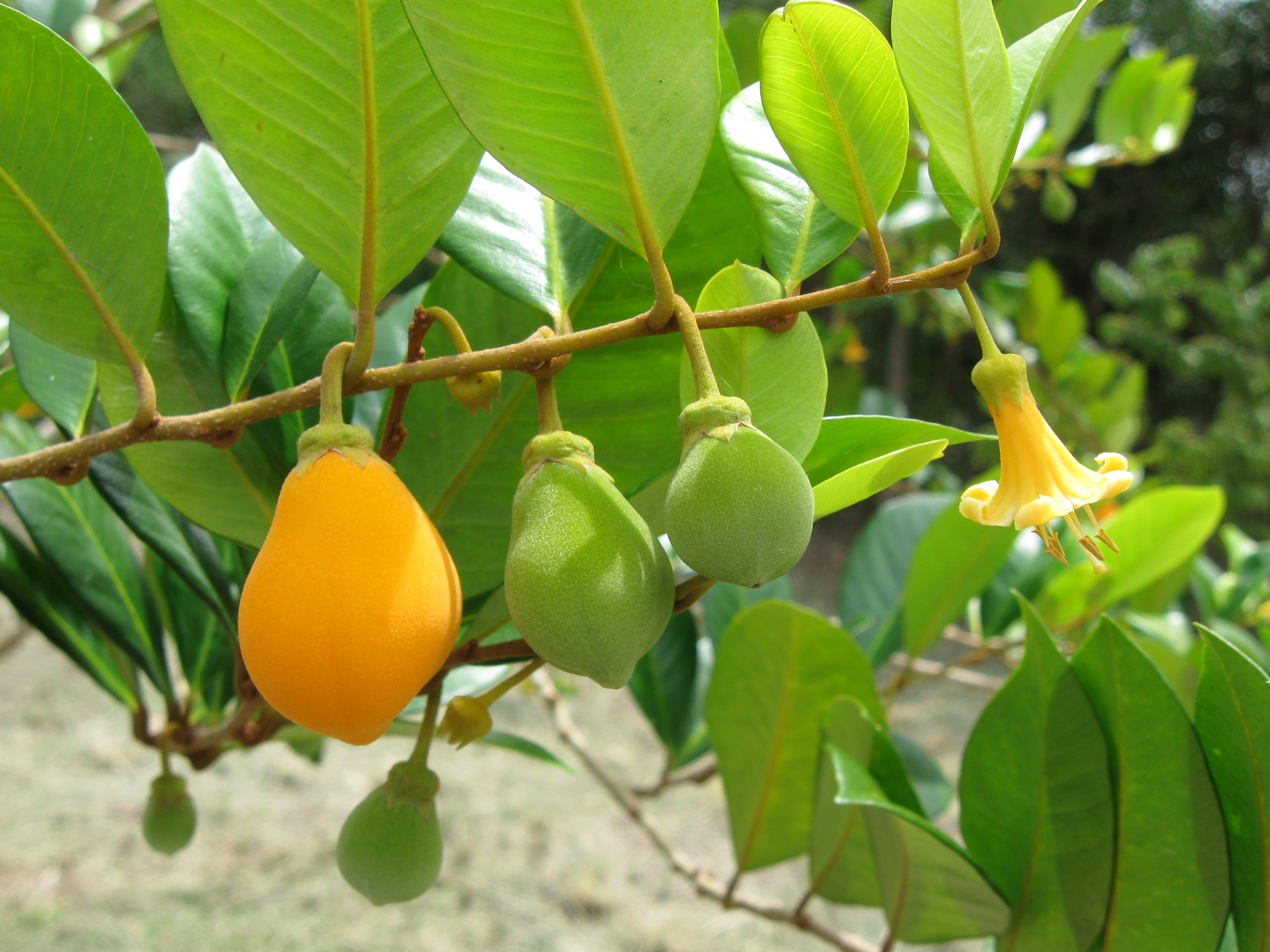
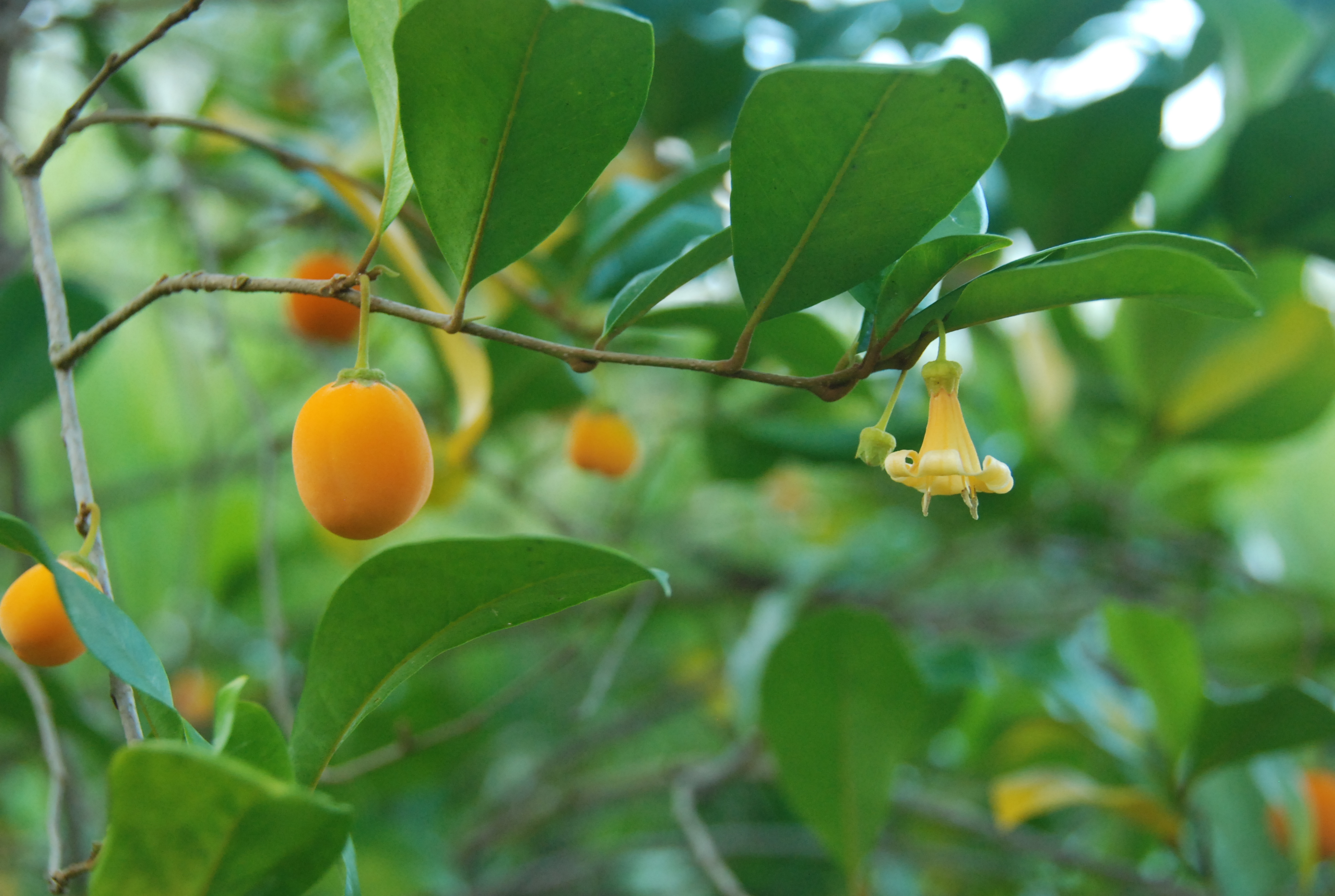
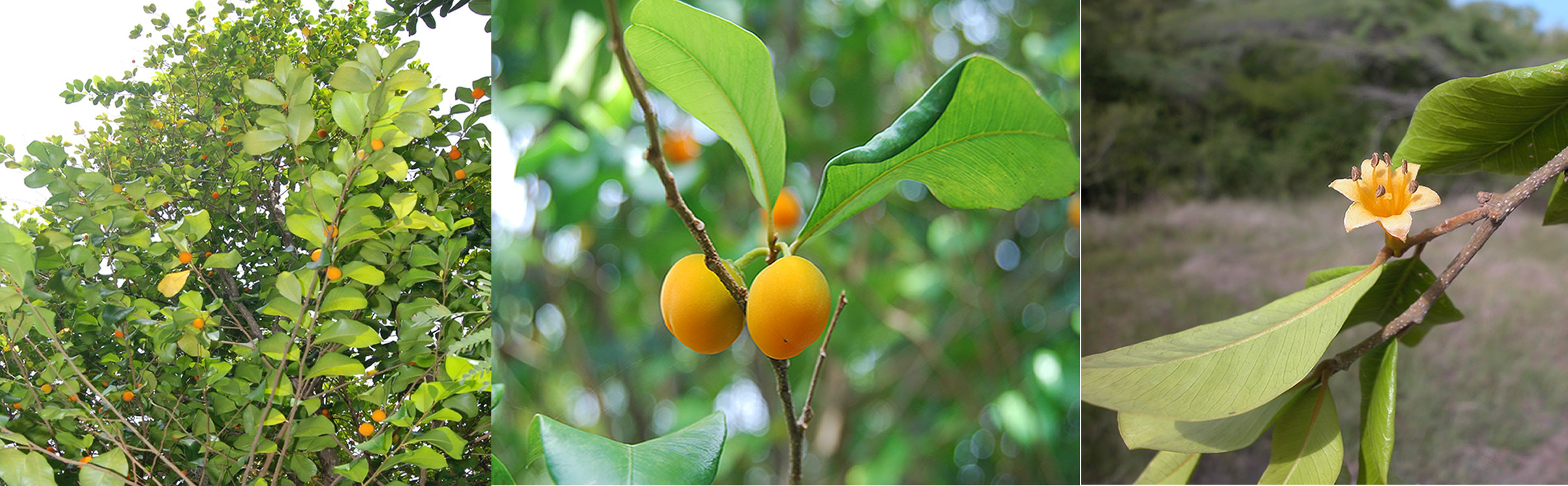